# أقدمية أبوية
الأقدمية الأبوية هي المبدأ الأبوي للإرث، حيث يفضل الأخ الأصغر للملك قبل أبناء الملك نفسه في ترتيب ولاية العرش. ولا يتولى أبناء الملك (الجيل التالي) الخلافة إلا بعد تولي جميع ذكور الجيل الأكبر. ويستثني مبدأ الأقدمية الأبوية إناث الأسرة الحاكمة وذريتهن أساسًا من الخلافة. وعلى النقيض تجد حق البكورة الأبوي، حيث يتولى أبناء الملك الخلافة قبل إخوته.
في الممالك الوراثية، وبالأخص في الأزمنة القديمة، كانت الأقدمية مبدأ كثير الاستخدام في ترتيب الخلافة. وقد تطورت الدولة العثمانية من استخدام مبدأ الخلافة الانتخابية (التالي لمبدأ الأقدمية الأبوية) إلى الخلافة الموروثة بقانون مبدأ الأقدمية الأبوية.
في الخلافة المعتمدة على مبدأ التناوب (القريب من مبدأ الأقدمية)، يحق لجميع أفراد الأسرة الحاكمة (الذكور) الولاية نظريًا. ومع ذلك، فهذا من شأنه أن يؤدي إلى حالات غموض بشأن تحديد العاهل القادم.
إن نظام تولي الأخوة واحدًا تلو الآخر من شأنه أن يؤدي بشكل سريع، بالأخص في الأجيال التالية، إلى نماذج معقدة وكذلك إلى نزاعات بين الفروع التي تكونت داخل البيت الملكي. وقد يكون للملوك أقرباء غير مباشرين، بعض منهم أبناء عمومة بعيدة نوعًا ما، الذين كان يحق لهم اعتلاء العرش كما يحق للملك نفسه. وإما أن يحصل أحد الفروع على الخلافة (بالقوة في أغلب الأحيان)، تصل الفروع المتنافسة إلى توازن (مثل أن تكون الخلافة بالتناوب)، أو يتم تقسيم الإرث بطريقة ما.
كانت تقتصر الخلافة التي على أساس الأقدمية الأبوية أو التناوب في كثير من الأحيان على هؤلاء الأمراء أبناء العاهل الحاكم سابقًا. وبذلك يكون ابن الملك مقدمًا على ابن الأمير. وفي بعض الحالات، يتم التمييز على أساس إذا ما كان طالب الحكم قد ولد لملك كان متوليًا للحكم وقت الولادة (تولي المولود الأول بعد اعتلاء الأب العرش).
كان مبدأ القصر هذا عمليًا، وإلا فسيكون عدد المنافسين ساحقًا. ومع ذلك، فقد خلّف في الغالب أكثر من منافس كانوا يقومون في كثير من الأحيان بشن حرب أهلية ضد بعضهم. وفي حالات أخرى، انقرضت الفروع الذكور المؤهَلة للخلافة من الأسرة الحاكمة (لم يتبق منهم أحياء)، وفي هذه الحالة كان مبدأ القصر هذا مثيرًا للمشاكل.
كان أبناء الأمراء الذين لم يعيشوا حتى اعتلاء العرش غير راضين بالطبع بمبدأ القصر هذا. حيث أدى إلى مشاكل التفسير ــ هل كان والد طالب الحكم ملكًا شرعيًا، ولكن غير معترف به من قبل الجميع؟ أو من قبل أي شخص (لم يتسلم الحكم على الإطلاق في الحقيقة)؟ وكانت الحالات أكثر تعقيدًا مع تشارك الملوك في الحكم، ولكن كان هذا في كثير من الأحيان حلاً عمليًا للخلافة المتنازع عليها.
تميل الأقدمية الأبوية على المدى الطويل إلى تفضيل نوع من حق وراثة الأصغر، وذلك لأن الأمراء المولودين في جيل معين حتى أصغرهم يكونون على قيد الحياة على الأرجح عند وفاة السلف (آخر الجيل السابق مباشرة). وفي الحالات التي لا يسمح فيها للمرشحين من أي جيل لاحق باعتلاء العرش حتى وفاة آخر الجيل السابق، سيموت الكثير من الأمراء، عادة من الفروع الأكبر، قبل مجيء دورهم في تولي الخلافة (فلا عجب من أنهم يفضلون مبدأ حق البكورة). هذا الاتجاه هو أحد أسباب الخلافة المتنازع عليها: رغبة البعض في تولي الخلافة قبل الموت، والدفاع عن الأقدمية أو سفك الدماء في فرعهم. ويتفاقم هذا الوضع بشدة إذا لم يسمح لأمير باعتلاء العرش إذا لم يكن والده حاكمًا (أو كان مجرد نائب فقط، مؤهلاً لتولي الخلافة فقط بعد تولي كل الذكور الذين تولى آباؤهم الحكم) ـ ستفقد الفروع الأكبر في أغلب الاحتمالات رتبتها في تولي الخلافة عاجلاً أو آجلاً. تميل الأقدمية الأبوية إلى تفضيل الأبناء الذين تمت ولادتهم للآباء في آخر عمرهم.
كانت الخلافة المعتمدة على مبدأ الأقدمية داخل الأسرة الواحدة أداة في الغالب للسيطرة على الملكية الانتخابية. واستخدم هذان الشكلان من الملكية (الأقدمية الأبوية والملكية الانتخابية) في نفس القرون غالبًا. وكانت العديد من الممالك انتخابية رسميًا على مدى طويل في العصور التاريخية (على الرغم من أن الانتخابات عادة، أو دائمًا، ما كانت ترسو على عائلة الملك المُتوفى).
إن تفضيل الذكور الموجود في معظم أنظمة الخلافة الوراثية جاء في معظمه من الطبيعة المتصورة لدور الملك:
- كان يطلب من رؤساء القبائل (الملوك الأول) المشاركة شخصيًا في أنشطة عنيفة مثل الحرب والمبارزات وحملات الإغارة.
- كان الدخل معتمدًا على «أموال الحماية» أو السخرة التي يتم جمعها من هؤلاء الذين يقوم الملك بحمايتهم من الهجوم، سواء خارجيًا من الحرب وداخليًا من الجرائم. وبالطبع، يتطلب جمع هذه الأموال أو الخدمات حدوث تهديد أو استخدام فعلي للقوة من قبل الملك، ولكن تسمى بشكل أكثر تأدبًا «ضرائب» و«رسوم». وتوجد مثل هذه الأشكال من الحصول على الدخل بالطبع في الأنظمة غير الملكية أيضًا.
- كان من المفيد جدًا، أو حتى مطلوبًا، أن يكون الملك محاربًا وقائدًا عسكريًا. لا يقبل المحاربون (الذين هم دائمًا ذكور في الغالب) سوى غيرهم من الذكور ليكونوا قادتهم.
- بالإضافة إلى ذلك، فإنه في بعض الملكيات يتقلد الملك منصبًا روحيًا معينًا، كهنوتي تقريبًا. وهذا الدور، اعتمادًا على التقاليد محل البحث، كان مرفوضًا عادة للإناث. في النظام الملكي الفرنسي، كان أحد التفسيرات الرسمية للقانون السالي اضطرار الملك لاستخدام صكوك مقدسة معينة، كانت الإناث ممنوعة حتى من لمسها.

في القرون السابقة، وربما في كل جيل ثان أو ثالث في المتوسط، انقرض خط الذكور وأصبحت الإناث في كثير من الأحيان مطلوبة لتتبع خط الخلافة. خلال هذه الفترة، اتجه خط الذكور إلى الانقراض بسرعة نسبيًا، بسبب معدل الموت الشديد. ولذلك كان من المستحيل الحفاظ على مبدأ الخلافة الأبوية «الخالصة»، وكان يتم الكثير من الاستثناءات ـ كانت تمنح الأهلية لأكبر الأبناء من الأخوات أو غيرهن من الأقارب الإناث للملك.
كما أن الخلافة الأبوية الكاملة لم تخدم أيضًا مصالح الملوك الشخصية الذين فضلوا الإناث ذوات القرابة القريبة ونسلهن عن الذكور ذوي القرابة البعيدة.
في العصور الوسطى التالية، أصبح خطر العنف المباشر الذي كان يعترض الملك وورثته قليلاً، بسبب الانخفاض التدريجي لمشاركتهم الشخصية في القتال. كان من المرجح أن يعيش الأبناء حتى سن البلوغ ويتزوجوا أكثر مما كان يحدث في القرون السابقة، في حين فقد الكثير من العائلات النبيلة أبناء في سن المراهقة بسبب الحرب المستمرة. بالإضافة إلى ذلك، تحسنت ظروف المعيشة والنمو في طبقة النبلاء، مما أدى إلى انخفاض حالات الإجهاض ومعدل الوفيات من الرضع والأطفال. لذلك كانت الحاجة لتولي البنات الخلافة أقل وأقل.
في كثير من الثقافات، يتم تحديد اللقب أبويًا.

## أمثلة تاريخية
استخدم مبدأ الأقدمية الأبوية ونظام روتا في العديد من الملكيات التاريخية. وتمت ممارسته بواسطة الناجين من أسرة شانغ الذين حكموا مملكة سونغ تحت أسرة زو في الصين. في نظام كييف روس خلال حكم أسرة روريك، كان قد تم تنفيذه بواسطة الأمير الكبير ياروسلاف الحكيم (1019–1054). في حكم بياست لمملكة بولندا، أدى قانون وصية بولسلو الثالث كريوستي، الذي تم سنه عام 1138 مع إنشاء مقاطعة سينيوريتا فيكراكوف، إلى فترة امتدت لقرون من تمزيق بولندا بين السلالة. في مورافيا وبوهيميا منذ 1055 إلى 1182 تباعًا حتى 1203، تم وضعه بواسطة الدوق بريتيسلاوس الأول في «دستور» الأقدمية الخاص به. كان يستخدم في بعض الأحيان في المغرب من قبل سلالة العلويين حتى تم إلغاؤه تمامًا من قبل الملك محمد الخامس (1957–1961) الذي قدم حق البكورة الأبوي.
يتم استخدام هذا المبدأ حاليًا من قبل آل سعود، العائلة الملكية في المملكة العربية السعودية؛ جميع خلفاء الملك عبد العزيز آل سعود، ملوك المملكة العربية السعودية، كانوا أبناءه (كان لديه 37 ابنًا). وفي الوقت الحالي، بسبب أن المرشحين للخلافة الباقين من الجيل الأول في عمر السبعين أو الثمانين، فقد تم تأسيس هيئة البيعة السعودية لتسهيل انتقال السلطة إلى أحفاد آل سعود.
في خلافة إمبراطور إثيوبيا، تم التحكم حتى الآونة الأخيرة في عملية الاقتصار على الأبوية. وفقًا لبحث من قبل المؤرخ تاديسي تمرات، فإن ترتيب الخلافة خلال عهد أسرة زاجوي كان تولي الأخوة واحدًا تلو الآخر كملك لإثيوبيا (الأقدمية الأبوية)، والذي كان معتمدًا فيما يبدو على قوانين أجوا للإرث. ومع ذلك، فإن مبدأ حق البكورة الأبوي أصبح هو المبدأ المسيطر فيما بعد، بالرغم من إمكانية طلب الخلافة على العرش بعد وفاة الملك من قبل أي قريب ذكر للإمبراطور - الأبناء أو الإخوة أو الأعمام أو أبناء العمومة. ولتجنب عدم الاستقرار والحرب الأهلية، اهتم الإمبراطور عادة بتعيين ولي العهد وتعزيز مكانته ضد منافسيه. وبالإضافة إلى ذلك، فإنه كان يضع منافسي ولي العهد في مكان آمن، للحد بشكل كبير من قدرتهم على تعطيل الإمبراطورية بالثورات، أو الطعن في خلافة وريث واضح. ومع مرور الوقت، كان يتم انتخاب الأباطرة في كثير من الأحيان من قبل مجلس من كبار المسؤولين في الإمبراطورية، العلمانيين والدينيين على حد سواء. وتعتبر التجربة الإثيوبية مثالاً جيدًا وواضحًا لعدم الاستقرار الذي يمكن أن ينتج عن تطبيق مبدأ الأقدمية الأبوية.
مقاطعة أنجو اتبعت في الإرث مبدأ الأقدمية الأبوية. عندما تزوج هنري الثاني، ملك إنجلترا من إليانور آكيتيان، وأسس الإمبراطورية الأنجوية، خلّف ذلك تساؤلات حول ما هي قواعد الإرث التي ستسري على الأبناء، حيث إن والد هنري الثاني كان كونت أنجو، وتولى حكم إنجلترا ونورماندي عن طريق أمه. فقد مات هنري الابن، الابن البكر لهنري الثاني قبله، لذلك انتقل العرش إلى الابن الأكبر الذي يليه، ريتشارد الأول، ملك إنجلترا. أما الابن الثالث للملك هنري الثاني، جيوفري الثاني، دوق بريتاني، فقد توفي قبل عام من وفاة والده، ولكن وضعت زوجته بعد وفاته ابنًا منه، آرثر الأول، دوق بريتاني. وعندما أصيب ريتشارد بجروح قاتلة خلال حصار القلعة، قام، وهو على فراش الموت، بتعيين أخيه جون، ملك إنجلترا، الابن الرابع والأصغر للملك هنري الثاني، كولي للعهد. ومع ذلك، فقد شكك آرثر الأول، دوق بريتاني، في الميراث (كان عمره وقتها 12 عامًا). ادعى آرثر أنه بصفته نجل جيوفري، الشقيق الأكبر لجون، فهو الوريث الشرعي لريتشارد وهنري الثاني وفقًا لقوانين حق البكورة الأبوي التي كانت متبعة في إنجلترا ونورماندي. ورد جون على هذا الادعاء أنه طبقًا لإرث خط الذكورة لكونتات أنجو، فإن الإمبراطورية الأنجوية تتبع قانون خلافة أنجو الذي يعتمد على الأقدمية الأبوية. وبذلك، ادعى جون أنه بصفته الأخ الأصغر لريتشارد، يكون هو المقدم في الخلافة على ابن أخيه، آرثر. ولكن استمر آرثر في تكرار مطالبته على مدى السنوات الأربع التالية، وتحالف مع ملك فرنسا ضد عمه جون، على الرغم من أن إعلان ريتشارد وهو على فراش الموت بتعيين جون كولي للعهد قد عزز موقع جون. وفي النهاية، تم القبض على آرثر في معركة وسُجن ويفترض أنه قتل على يد جون. ولم يتم البت في هذه المسألة نهائيًا، حيث خسر جون كل ممتلكات الأراضي القارية في فرنسا واضطر للتنازل عن أي مطالبة لحكم أنجو.